# Ttangkkeut
Ttangkkeut hoặc Ddangkkeut, nằm tại Songho-ri (송호리 松湖里), Songji-myeon (송지면 松旨面), Hải Nam, Jeolla Nam, Hàn Quốc, là một vùng ở phía Nam bán đảo Triều Tiên. Nó còn được gọi là Tomal, có nghĩa là "rìa của vùng đất" trong tiếng Hàn.
Làng Ttangkkeut (Ttangkkeut maeul, 땅끝마을) nằm trong khu vực Galdusan, một ngọn núi ngỏ.
Đảo Wando, một địa điểm du lịch nổi tiếng, nó mất khoảng một giờ lái xe từ làng Ttangkkeut.

## Địa điểm thu hút
- Mihwangsa
- Daeheungsa

## Liên kết
- (tiếng Hàn) 해남 땅끝마을 tại Hankuk Ilbo
- (tiếng Hàn) 해남땅끝마을[liên kết hỏng] tại Yahoo! Korea